# Die Venus von Ille
Die Venus von Ille ist eine Novelle des französischen Schriftstellers Prosper Mérimée, die 1835 entstand und unter dem Titel „La Vénus d’Ille“ in dem Magazin „Revue des Deux Mondes“ am 15. Mai 1837 erschien.

## Handlung
Der Ich-Erzähler, ein Archäologe aus Paris, klettert in den Ostpyrenäen am Pic du Canigou. Vor der Heimreise wird er von dem Grundbesitzer Monsieur de Peyrehorade in der nahegelegenen französischen Gemeinde Ille-sur-Têt zu einer Hochzeitsfeier eingeladen. Peyrehorades Sohn Alphonse wird die 18-jährige Mademoiselle de Puygarrig aus der Nachbarschaft heiraten. Der Vater des Bräutigams führt den Gast aus Paris durch sein Anwesen. Ganz in der Nähe des Herrenhauses, neben einem Ballspielplatz, steht die Statue einer bronzenen Venus.
Glück bringt dieses Relikt aus der Römerzeit des Roussillon dem kunstinteressierten Besitzer nicht. Bereits als das „Götzenbild“ auf dem Gelände Peyrehorades neben der Wurzel eines alten Olivenbaums ausgegraben wurde, war einem der werkenden Männer durch die wieder umstürzende Statue ein Bein zerschmettert worden.
Von seinem Zimmer im Herrenhaus aus beobachtet der Archäologe nachts vor dem Schlafengehen, wie ein junger Katalane die Venus mit einem Stein bewirft. Der fluchende Bursche wird kurz darauf von seinem zurückprallenden Geschoss getroffen. Am nächsten Morgen beschaut sich der Hochzeitsgast aus Paris die Venus noch einmal ganz aus der Nähe und bemerkt in dem „unglaublich schönen Antlitz“ so etwas wie den Ausdruck feinen Hohns; ja Grausamkeit sogar. Höllischer Hohn spricht aus den mit „Silber eingelegten, gleißenden Augen“.
Der junge Bräutigam Alphonse ist auf die Mitgift der Braut aus. Bereits für die bevorstehende Trauung festlich gekleidet, spielt Alphonse kurz vor der Kutschfahrt zur Braut auf oben genanntem Platz gegen Maultiertreiber aus Aragonien eine Partie Ball. Der verfluchte Diamantring, den Alphonse der Braut schenken will, drückt. Er steckt ihn der Venus an den Finger, gewinnt, und es kommt zu einer Auseinandersetzung mit dem Spielführer der stolzen Aragonier. Alphonse fährt zu Trauung, hat aber den Ring vergessen. Die Braut bekommt den Ring einer Pariser Putzmacherin. Als Alphonse später mit seiner angetrauten Frau heimkehrt, will er der Statue den Ring abziehen. Die Venus hält den bronzenen Ringfinger auf einmal gekrümmt. Verzweifelt bittet Alphonse den Archäologen um Hilfe; meint, die Statue gäbe den Ring nicht her, weil sie sich als Vermählte Alphonses sähe. Der Archäologe bekommt eine Gänsehaut und geht nicht auf das Hilfeersuchen ein.
In der darauffolgenden Nacht passiert das Unglück. Kurz gesagt, die Venus muss vom Sockel gestiegen, ins Brautgemach eingedrungen sein und darin Alphonse umarmt haben. Die rings um die Brust verlaufenden Quetschungen hat der kraftstrotzende Mann nicht überlebt. Seine junge Frau hatte offenbar den Verstand verloren, während der erst tags zuvor angetraute Gatte neben ihr erdrückt worden war. Der Staatsanwalt aus Perpignan muss den verdächtigten Spielführer der Aragonier mangels Beweisen auf freien Fuß setzen. In der Brautkammer wurde der Diamantring gefunden. Die Venus steht ohne Ring wieder unten im Garten auf ihrem Sockel.
Der Archäologe reist nach Paris zurück. Monate später stirbt Alphonses Vater. Die Unglück bringende Venus wird auf Betreiben von Alphonses Mutter in eine Kirchenglocke umgeschmolzen. Seit die Glocke über Ille läutet, sind zu Ende der Erzählzeit die Weinstöcke bereits zweimal abgefroren.

## Form
Selbst Kleinigkeiten im Bauplan der Meisternovelle stimmen. Alle möglichen Horrorelemente sind unauffällig geschickt gesetzt. Der erzählende Archäologe ist kein Augenzeuge der nächtlichen Tötung Alphonses. Er hört nur das Trampeln auf Stiege und Gang des Herrenhauses. Der Strafverfolgungsbeamte aus Perpignan erwischt keinen Täter. Er hat nicht einmal einen Verdächtigen. Die abergläubische Mutter des Toten glaubt zu wissen, wer die Täterin war. Darum lässt sie die Statue einschmelzen. Weiter zu den Horrorelementen: Mérimée tut alles, damit nicht nur der Archäologe eine Gänsehaut bekommt. Der Staatsanwalt erzählt dem Archäologen den Bericht der schrecklichen Begebenheit aus dem Munde einer jungen Frau weiter, die gerade den Verstand verloren hat. Diese ehemalige Mademoiselle de Puygarrig wird als „hinreißend schön“ beschrieben. „Ihr gütiges Gesicht, dem ein leichter Schimmer von Boshaftigkeit nicht ganz fehlt“, erinnert den Erzähler an die Venus unten auf dem Rasen. Doch der Leser, der auf Horror eingestimmt wurde, kann sich die frischgebackene, zarte, junge Ehefrau als Täterin bald nicht denken. Denn Alphonse wird als Mittzwanziger mit „kraftgeschwellten Körperformen“ und „ausdruckslosen Gesichtszügen“ eingeführt. Sympathisches kann der Leser an Alphonse überhaupt nicht entdecken. Im Gegenteil, er muss dem Erzähler beipflichten, wenn dieser bedauert, die Mademoiselle de Puygarrig, das „reine junge Mädchen“, werde nach der Trauung „einem rohen Trunkenbold preisgegeben“.
Des Weiteren fällt spielerischer Umgang mit dem Lateinischen auf. Zum Beispiel machen Monsieur de Peyrehorade und sein Gast, bevor oben skizzierte Horrorhandlung in Gang kommt, einige mehr oder weniger geistreiche Übersetzungsversuche zu CAVE AMANTEM, einer Inschrift am Sockel der Statue. M. de Peyhorade entscheidet sich für: „Mißtraue den Liebhabern!“, während der Archäologe – richtiger – „Hüte dich, wenn sie dich liebt!“ bevorzugt.

## Rezeption
- Details zur Quellenlage et cetera finden sich bei Görner.[3] Der Denkmalschützer Mérimée sei zur Historie der Statue auch bei dem mittelalterlichen Chronisten Malmesbury fündig geworden.[1]

## Mediale Adaptionen
Oper
- 10. Mai 1922, Opernhaus Zürich: Othmar Schoeck: Venus. Oper in drei Akten. Libretto: Armin Rüeger.
- 1964 Henri Büsser: La Vénus d’Ille. Oper.

Film
- 13. Januar 1922, Österreich: „Die Venus“. Regie: Hans Homma, Drehbuch: Louis Nerz. Mit Raoul Aslan, Magda Sonja und Nora Gregor.[4]

Hörspiel
- 1947: Die Venus von Ille, RB, Regie: Inge Möller

Fernsehen
- 1962: „La Vénus d’Ille“. Regie und Drehbuch: Michel Babut du Marès. Mit Michel Baron, Nadine Forster und D. Laurence.[5]
- 1979, Italien: „La Venere d’Ille“[6]. Regie:  Mario Bava und Lamberto Bava. Mit Daria Nicolodi, Marc Porel und Fausto Di Bella.[7]
- 1980, Frankreich: „La Vénus d’Ille“. Regie: Robert Réa, Drehbuch:  Jean-Jacques Bernard. Mit François Marthouret, Jean-Pierre Bacri und Yves Favier.[8]
- 2012:  „La Vénus d’Ille“. Regie und Drehbuch: Keren Eisenzweig. Mit Ruby Antebi, Liliana Aslanidou und Noé Chapolard.[9]

## Deutsche Ausgaben
- Otto Görner (Hrsg.): Die Venus von Ille, S. 273–309 (Übersetzer: Arthur Schurig (1870–1929)) in Prosper Mérimée: Carmen und andere Novellen. H. Fikentscher-Verlag, Leipzig 1932 in der Hafis-Lesebücherei. 317 Seiten
- Die Venus von Ille. (Übersetzer: Ulrich Klappstein) JMB Verlag, Hannover 2011. ISBN 978-3-940970-76-3.

### Verwendete Ausgabe
- Die Venus von Ille. S. 310–348 in Prosper Mérimée: Auserlesene Novellen (enthält noch: Tamango. Federigo. Die etruskische Vase. Colomba. Carmen. Das Gäßchen der Madama Lucrezia. Das Blaue Zimmer). Übersetzer: Helmut Bartuschek (1951). Mit einer Einleitung von Herbert Kühn. Dieterich’sche Verlagsbuchhandlung zu Leipzig 1965 (5. Aufl., Lizenz Rudolf Marx). 398 Seiten